# Gouvernement Yang III
Yang II Yang III
Le gouvernement Philémon Yang III, formé le 2 octobre 2015 dirige l’exécutif au Cameroun. Il fait suite à un deuxième gouvernement dirigé lui aussi par Philémon Yang ; nommé premier ministre en juillet 2009 au Cameroun.

## Statistiques
Le gouvernement compte 50 ministres, en plus du Premier ministre. 10 femmes et 12 secrétaires d'état.

## Composition

### Premier ministre
| N° | Fonction              | Prénom(s) & Nom(s) | Parti |
| -- | --------------------- | ------------------ | ----- |
| -  | Premier ministre      | Philémon Yang      | RDPC  |
| 01 | Vice Premier Ministre | Amadou Ali         | RDPC  |

### Ministres d'État
Le gouvernement compte 50 ministres, en plus du Premier ministre.
| N° | Fonction                 | Prénom(s) & Nom(s)  | Parti |
| -- | ------------------------ | ------------------- | ----- |
| 02 | Tourisme et des Loisirs  | Bello Bouba Maigari | UNDP  |
| 03 | Justice garde des sceaux | Laurent Esso        | RDPC  |

### Ministres
| N° | Fonction                                                                 | Prénom(s) & Nom(s)                | Parti |
| -- | ------------------------------------------------------------------------ | --------------------------------- | ----- |
| 05 | Administration Territoriale et de la Décentralisation                    | René Emmanuel Sadi                | RDPC  |
| 06 | Relations Extérieures                                                    | Lejeune Mbella Mbella             | RDPC  |
| 08 | Emploi et de la formation professionnelle                                | Zacharie Perevet                  | RDPC  |
| 09 | Environnement, de la Protection de la Nature et du Développement durable | Pierre Hélé                       | RDPC  |
| 11 | Affaires sociales                                                        | Pauline Irène Kendeck-Nguene      | RDPC  |
| 12 | Agriculture et du développement rural                                    | Henri Eyebe Ayissi                | RDPC  |
| 13 | Arts et de la Culture                                                    | Narcisse Mouelle Kombi            | RDPC  |
| 14 | Commerce                                                                 | Luc Magloire Mbarga Atangana      | RDPC  |
| 15 | Communication                                                            | Issa Tchiroma Bakary              | FSNC  |
| 16 | Domaines, du Cadastre et des Affaires Foncières                          | Jacqueline Koung à Bessike        | RDPC  |
| 17 | Énergie et de l'Eau                                                      | Basile Atangana Kouna             | RDPC  |
| 18 | Économie, de la Planification et de l'aménagement du territoire          | Louis-Paul Motaze                 | RDPC  |
| 19 | Éducation de base                                                        | Youssouf née Adidja Alim          | RDPC  |
| 20 | Elevage, des pêches et des industries animales                           | Dr Taïga                          | RDPC  |
| 21 | Enseignements secondaires                                                | Jean Ernest Massena Ngalle Bibehe | RDPC  |
| 22 | Enseignement supérieur                                                   | Jacques Fame Ndongo               | RDPC  |
| 23 | Finances                                                                 | Alamine Ousmane Mey               | RDPC  |
| 24 | Fonction publique et de la réforme administrative                        | Michel Ange Angouing              | RDPC  |
| 25 | Forêt et de la Faune                                                     | Philip Ngwese Ngole               | RDPC  |
| 26 | Développement urbain et de l'habitat                                     | Jean-Claude Mbwentchou            | RDPC  |
| 27 | Jeunesse et de l'Éducation Civique                                       | Mounouna Foutsou                  | RDPC  |
| 28 | Industrie, des Mines et du Développement Technologique                   | Ernest Ngwaboubou                 | RDPC  |
| 29 | Petites et moyennes entreprises, de l'économie sociale et de l'artisanat | Laurent Serge Etoundi Ngoa        | RDPC  |
| 30 | Postes et Télécommunications                                             | Minette Libom Li Likeng           | RDPC  |
| 31 | Promotion de la Femme et de la Famille                                   | Marie-Thérèse Abena Ondoa         | RDPC  |
| 32 | Recherche scientifique et de l'innovation                                | Madeleine Tchuente                | RDPC  |
| 33 | Santé Publique                                                           | André Mama Fouda                  | RDPC  |
| 34 | Sports et de l'éducation physique                                        | Pierre Ismaël Bidoung Kpwatt      | RDPC  |
| 35 | Transport                                                                | Edgar Alain Mébé Ngo'o            | RDPC  |
| 36 | Travail et de la sécurité sociale                                        | Grégoire Owona                    | RDPC  |
| 37 | Travaux publics                                                          | Emmanuel Nganou Djoumessi         | RDPC  |

### Ministres délégués
| N° | Fonction | Prénom(s) & Nom(s)                | Parti |
| -- | --- | --------------------------------- | ----- |
| 04 | à la Présidence chargé de la Défense                                                                              | Joseph Beti Assomo                | RDPC  |
| 07 | à la Présidence chargé du Contrôle supérieur de l'État                                                            | Mbah Acha née Fomudam Rose Ngwari | RDPC  |
| 10 | à la Présidence chargé des Marches Publics                                                                        | Aba Sadou                         | RDPC  |
| 39 | auprès du Ministre de l'AT et de la Décentralisation, charge des Collectivités Territoriales Décentralisées       | Jules Doret Ndongo                | RDPC  |
| 40 | auprès du Ministre de l'Agriculture et du Développement Rural                                                     | Clémentine Ananga Messina         | RDPC  |
| 45 | auprès du Ministre de la Justice Garde des Sceaux                                                                 | Jean Pierre Fogui                 | RDPC  |
| 46 | auprès du Ministre des relations exterieures chargé des relations avec le commonwelth                             | Joseph Dion Ngute                 | RDPC  |
| 47 | auprès du Ministre de l'Économie de la Planification et de l'Aménagement du Territoire chargé de la Planification | Abdoulaye Yaouba                  | RDPC  |
| 48 | auprès du Ministre des Relations Extérieures Chargé des Relations avec le Monde Islamique                         | Adoum Gargoum                     | RDPC  |
| 49 | auprès du Ministre de l'Environnement, de la Protection de la Nature et du Développement durable                  | Nana Aboubakar Djalloh            | RDPC  |
| 50 | auprès du Ministre des Finances                                                                                   | Paul Che Elung                    | RDPC  |

### Ministres Chargés de mission
| N° | Fonction                         | Prénom(s) & Nom(s)          | Parti |
| -- | -------------------------------- | --------------------------- | ----- |
| 41 | à la Présidence de la République | Hamadou Moustapha           | ANDP  |
| 42 | à la Présidence de la République | Paul Atanga Nji             | RDPC  |
| 43 | à la Présidence de la République | Mengot Victor Arrey Nkongho | RDPC  |
| 44 | à la Présidence de la République | Philippe Mbarga Mboa        | RDPC  |

### Secrétaires d’État auprès d'un ministre
| N° | Fonction                                                                                          | Prénom(s) & Nom(s)              | Parti |
| -- | ------------------------------------------------------------------------------------------------- | ------------------------------- | ----- |
| 01 | auprès du Ministre de la Justice, Garde des Sceaux, chargé de l'Administration pénitentiaire      | Jérôme Penbaga Dooh             | RDPC  |
| 02 | auprès du Ministre de la Sante Publique, chargé de la lutte contre les Epidémies et les Pandémies | Alim Hayatou                    | RDPC  |
| 03 | auprès du ministre de la Défense chargé de la Gendarmerie nationale                               | Jean Baptiste Bokam             | RDPC  |
| 04 | auprès du Ministre de la Défense, chargé des anciens combattants et des victimes de guerres       | Issa Koumpa                     | RDPC  |
| 05 | auprès du ministre de l'Industrie, des Mines et du Développement Technologique                    | Fuh Calistus Gentry             | RDPC  |
| 06 | auprès du Ministre des Travaux Publics                                                            | Louis Max Ayina Ohandja         | RDPC  |
| 07 | auprès du ministre des Transports                                                                 | Oumarou Mefiro                  | RDPC  |
| 08 | Secrétaire d’État auprès du ministre de l’Éducation de Base                                       | Benoit Ndong Soumhet            | RDPC  |
| 09 | auprès du Ministre des Enseignements Secondaires, chargé de l’Enseignement Normal                 | Boniface Bayola                 | RDPC  |
| 10 | auprès du Ministre de la forêt et de la faune                                                     | Koulsoumi Alhadji épouse Boukar | RDPC  |
| 11 | auprès du Ministre de l'Habitat et du Développement Urbain chargé de l'Habitat                    | Marie Rose Dibong née Biyong    | RDPC  |

### Rattaché à la Présidence de la république
| N°                   | Fonction                            | Prénom(s) & Nom(s)         | Parti |
| -------------------- | ----------------------------------- | -------------------------- | ----- |
| Secrétariat Général  |                                     |                            |       |
| 01                   | Ministre Secrétaire Général         | Ferdinand Ngoh Ngoh        | RDPC  |
| 02/38                | Ministre Secrétaire Général Adjoint | Peter Agbor Tabi           | RDPC  |
| Cabinet Civil        |                                     |                            |       |
| 03                   | Directeur du Cabinet Civil          | Martin Belinga Eboutou     | RDPC  |
| 04                   | Directeur Adjoint du Cabinet Civil  | Joseph Anderson Le         | RDPC  |
| Conseillers Spéciaux |                                     |                            |       |
| 05                   | Conseiller Spécial                  | Luc Sindjoun               | RDPC  |
| 06                   | Conseiller Spécial                  | Contre Amiral Joseph Fouda | RDPC  |
| 07                   | Conseiller Spécial                  | Dieudonné Samba            | RDPC  |